# Christophe Mauduit
Pour les articles homonymes, voir Mauduit.
Christophe Mauduit, né le 1er mai 1985 à Valognes et mort le 18 juin 2015  à Paris est un historien français. Il a été chercheur au Centre de recherches archéologiques et historiques anciennes et médiévales.

## Biographie
Il a réalisé, sous la direction de Véronique Gazeau, un master sur l'abbaye de Montebourg et un master sur la famille de Reviers.
Ses recherches se sont articulées autour des cartulaires des lieux de culte du Cotentin et sur la mise en place de réseau et le contrôle des territoires en Normandie aux XIe et XIIIe siècles.

## Publications[4]
- « La réduction de l'abbaye Saint-Hélier de Jersey en prieuré, une conséquence de l'affrontement entre Arrouaisiens et Victorins en Normandie ? », Annales de Normandie, 63e année, n° 1, juin 2013, p. 53-91. [AERES, ERIH].

- « Les pouvoirs anglais et l'abbaye de Montebourg (XIIe et XIIIe siècles) », dans Les Anglais en Normandie, (45e congrès des sociétés historiques et archéologiques de Normandie 20-24 octobre 2010), F. Neveux et S. Lainé (éd.), 2011, p. 127-133.

- « L'abbaye de Montebourg et l'Angleterre (XIe et XIIIe siècles) », Tabularia « Études », n° 10, 2010, p. 81-103.

- « Les Reviers-Vernon, une famille aristocratique normande au XIIIe siècle », Les Cahiers Vernonnais, n° 32, 2010, p. 5-30.